# Талбът (окръг, Мериленд)
Окръг Талбът (на английски: Talbot County) е окръг в щата Мериленд, Съединени американски щати. Площта му е 1235 km², а населението – 37 278 души (2016). Административен център е град Ийстън.